# Sardinella aurita
La alacha (Sardinella aurita) es una especie de pez clupleiforme de la familia Clupeidae. Presenta una línea dorada recorriendo ambos flancos que desaparece rápidamente una vez muerto el animal.

## Distribución y hábitat
Es un pez pelágico ampliamente extendido, encontrándose en el Atlántico oriental, incluido el mar Mediterráneo, en la costa de África desde el estrecho de Gibraltar a Sudáfrica y en el Atlántico occidental desde Estados Unidos a Argentina.
Se encuentra en aguas poco profundas, con una temperatura de unos 24 °C y hasta 350 m de profundidad. Se alimenta de fitoplancton y zooplancton, principalmente copépodos.